# حاتم غایب
حاتم غایب (عربی: حاتم الغايب؛ زادهٔ ۲۵ سپتامبر ۱۹۷۱) بازیکن فوتبال اهل سوریه بود.
وی همچنین در تیم‌های ملی فوتبال زیر ۲۰ سال سوریه و سوریه بازی کرده‌است.